# Tjetjenskspråkiga Wikipedia
Tjetjenskspråkiga Wikipedia (tjetjenska: Нохчийн Википеди) är den tjetjenskspråkiga versionen av Wikipedia. Den startades i februari 2005. Den tjetjenskspråkiga Wikipedian var i januari 2022 den 30:e största utgåvan av Wikipedior, räknat efter antal artiklar. Den har för närvarande 601 482 artiklar.